# Athletic Club 2023-2024
Questa voce raccoglie le informazioni riguardanti l'Athletic Club nelle competizioni ufficiali della stagione 2023-2024.

## Divise e sponsor
Il fornitore tecnico per la stagione 2023-2024 è Castore, mentre lo sponsor ufficiale è Kutxabank.
| 1ª divisa | 2ª divisa |

## Organigramma societario
Consiglio di amministrazione
- Presidente: Jon Uriarte
- Amministratore delegato: Sendoa Agirre
- Advisor: José Ángel Iribar

Area tecnica
- Direttore sportivo: Mikel González
- Dirigente: Jon Berasategui
- Responsabili sett. giovanile: Sergio Navarro, Gontzai Suances
- Direttore scouting giovanile: Raúl Loroño
- Allenatore: Ernesto Valverde
- Allenatore in seconda: Jon Aspiazu
- Preparatori atletici: José Antonio Pozanco, Xabi Clemente
- Preparatore dei portieri: Altor Iru
- Analisi video: Alberto Iglesias
- Osservatore: Antonio Karmona, Eneko Bóveda

Area sanitaria
- Medico sociale: Joxean Lekue, Álvaro Campa
- Fisioterapisti: Beñat Azula
- Massaggiatore: Juan Manuel Ipiña

## Rosa
Aggiornata al 31 gennaio 2024.
| N. |                   | Ruolo | Calciatore              |
| -- | ----------------- | ----- | ----------------------- |
| 1  | Spagna (bandiera) | P     | Unai Simón              |
| 3  | Spagna (bandiera) | D     | Dani Vivian             |
| 4  | Spagna (bandiera) | D     | Aitor Paredes           |
| 5  | Spagna (bandiera) | D     | Yeray Álvarez           |
| 6  | Spagna (bandiera) | C     | Mikel Vesga             |
| 7  | Spagna (bandiera) | A     | Alex Berenguer          |
| 8  | Spagna (bandiera) | C     | Oihan Sancet            |
| 9  | Ghana (bandiera)  | A     | Iñaki Williams          |
| 10 | Spagna (bandiera) | A     | Iker Muniain (capitano) |
| 11 | Spagna (bandiera) | C     | Nico Williams           |
| 12 | Spagna (bandiera) | A     | Gorka Guruzeta          |
| 13 | Spagna (bandiera) | P     | Julen Agirrezabala      |
| 14 | Spagna (bandiera) | C     | Dani Garcia             |
| 15 | Spagna (bandiera) | D     | Iñigo Lekue             |

| N. |                   | Ruolo | Calciatore       |
| -- | ----------------- | ----- | ---------------- |
| 16 | Spagna (bandiera) | C     | Galarreta        |
| 17 | Spagna (bandiera) | D     | Yuri Berchiche   |
| 18 | Spagna (bandiera) | D     | Óscar de Marcos  |
| 19 | Spagna (bandiera) | D     | Imanol           |
| 20 | Spagna (bandiera) | A     | Asier Villalibre |
| 21 | Spagna (bandiera) | C     | Ander Herrera    |
| 22 | Spagna (bandiera) | C     | Raúl García      |
| 23 | Spagna (bandiera) | C     | Peru Nolaskoain  |
| 24 | Spagna (bandiera) | A     | Javier Martón    |
| 29 | Spagna (bandiera) | A     | Adu Ares         |
| 30 | Spagna (bandiera) | C     | Unai Gómez       |
| 31 | Spagna (bandiera) | C     | Mikel Jauregizar |
| 33 | Spagna (bandiera) | C     | Beñat Prados     |

## Calciomercato
Dati aggiornati al 7 agosto 2023.

### Sessione estiva
| Acquisti         | Acquisti         | Acquisti        | Acquisti              |
| R.               | Nome             | da              | Modalità              |
| ---------------- | ---------------- | --------------- | --------------------- |
| C                | Galarreta        | Maiorca         | definitivo (gratuito) |
| A                | Asier Villalibre | Alavés          | fine prestito         |
| Altre operazioni |                  |                 |                       |
| R.               | Nome             | da              | Modalità              |
| A                | Javier Martón    | Real Sociedad B | definitivo (gratuito) |
| A                | Nico Serrano     | Mirandés        | fine prestito         |
| D                | Imanol           | Eibar           | fine prestito         |
| C                | Peru Nolaskoain  | Eibar           | fine prestito         |
| A                | Juan Artola      | Burgos          | fine prestito         |
| D                | Álex Petxa       | FC Andorra      | fine prestito         |
| C                | Beñat Prados     | Mirandés        | fine prestito         |

| Cessioni         | Cessioni         | Cessioni            | Cessioni              |
| R.               | Nome             | a                   | Modalità              |
| ---------------- | ---------------- | ------------------- | --------------------- |
| D                | Iñigo Martínez   | Barcellona          | definitiva (gratuita) |
| C                | Oier Zarraga     | Udinese             | definitiva (gratuita) |
| D                | Mikel Balenziaga | Deportivo La Coruña | definitiva (gratuita) |
| C                | Unai Vencedor    | Eibar               | prestito              |
| A                | Jon Morcillo     | Amorebieta          | prestito              |
| D                | Ander Capa       |                     | svincolato            |
| Altre operazioni |                  |                     |                       |
| R.               | Nome             | a                   | Modalità              |
| D                | Álex Petxa       | FC Andorra          | definitiva (gratuita) |
| P                | Ander Iru        | SD Logroñés         | definitiva (gratuita) |
| A                | Nico Serrano     | PEC Zwolle          | prestito              |
| A                | Juan Artola      | Alcorcón            | prestito              |
| A                | Javier Martón    | Mirandés            | prestito              |

### Sessione invernale
| Acquisti         | Acquisti     | Acquisti   | Acquisti      |
| R.               | Nome         | da         | Modalità      |
| ---------------- | ------------ | ---------- | ------------- |
|                  |              |            |               |
| Altre operazioni |              |            |               |
| R.               | Nome         | da         | Modalità      |
| A                | Nico Serrano | PEC Zwolle | fine prestito |

| Cessioni         | Cessioni        | Cessioni      | Cessioni   |
| R.               | Nome            | a             | Modalità   |
| ---------------- | --------------- | ------------- | ---------- |
| C                | Peru Nolaskoain | Eibar         | definitiva |
| Altre operazioni |                 |               |            |
| R.               | Nome            | da            | Modalità   |
| A                | Nico Serrano    | Racing Ferrol | prestito   |

## Risultati

### Primera División

#### Girone di andata
| Arbitro: | Gil Manzano |

|  |           |                            |
|  | Marcatori | 28’ Rodrygo 36’ Bellingham |

| Arbitro: | Munuera Montero |

|  |           |                              |
|  | Marcatori | 11’ I. Williams 20’ Guruzeta |

| Arbitro: | Soto Grado |

|                                                       |           |                          |
| Vesga 30’ (rig.), 45’ (rig.) Guruzeta 45+7’ Gómez 84’ | Marcatori | 2’ Willian José 10’ Isco |

| Palma di Maiorca 3 settembre 2023, ore 16:15 CEST 4ª giornata | Maiorca          | 0 – 0 referto | Athletic Bilbao | Visit Mallorca Estadi (17 043 spett.)\| Arbitro: \| Figueroa Vázquez \| |
| Arbitro:                                                      | Figueroa Vázquez |               |                 |                                                                         |

| Arbitro: | Cuadra Fernández |

|                                             |           |  |
| Guruzeta 66’ Villalibre 68’ I. Williams 90’ | Marcatori |  |

| Arbitro: | Muñiz Ruiz |

|  |           |                            |
|  | Marcatori | 18’ I. Williams 76’ Sancet |

| Arbitro: | de Mera Escuerdos |

|                              |           |                           |
| Berchiche 6’ I. Williams 62’ | Marcatori | 51’ G. Álvarez 83’ Latasa |

| Arbitro: | Gil Manzano |

|                                       |           |  |
| Le Normand 30’ Kubo 48’ Oyarzabal 66’ | Marcatori |  |

| Arbitro: | García Verdura |

|                                       |           |  |
| Guruzeta 10’ D. García 63’ Sancet 81’ | Marcatori |  |

| Arbitro: | Martínez Munuera |

|          |           |  |
| Guiu 80’ | Marcatori |  |

| Arbitro: | Figueroa Vázquez |

|                               |           |                   |
| de Marcos 32’ Berenguer 90+7’ | Marcatori | 62’ Fran 68’ Duro |

| Arbitro: | Cuadra Fernández |

|                           |           |                                                 |
| G. Moreno 86’ Sørloth 87’ | Marcatori | 2’ de Galarreta 22’ N. Williams 30’ I. Williams |

| Arbitro: | Pulido Santana |

|                                                     |           |                                       |
| Sancet 37’ Guruzeta 50’, 52’ Berenguer 90+8’ (rig.) | Marcatori | 25’ Aspas 41’ Bamba 66’ Strand Larsen |

| Arbitro: | Melero López |

|               |           |                 |
| Tsygankov 55’ | Marcatori | 67’ I. Williams |

| Arbitro: | Hernández Maeso |

|                                                                |           |  |
| Guruzeta 23’ Espino 47’ (aut.) I. Williams 64’ N. Williams 68’ | Marcatori |  |

| Arbitro: | Ortiz Arias |

|                         |           |                |
| de Galarreta 55’ (aut.) | Marcatori | 6’ I. Williams |

| Arbitro: | gIL Manzano |

|                              |           |  |
| Guruzeta 51’ N. Williams 64’ | Marcatori |  |

| Arbitro: | Juan Martínez Munuera |

|             |           |  |
| Gómez 90+4’ | Marcatori |  |

| Arbitro: | Sánchez Martínez |

|  |           |                       |
|  | Marcatori | 30’ Vesga 76’ Paredes |

#### Girone di ritorno
| Arbitro: | José Luis Munuera Montero |

|                    |           |               |
| Berenguer 30’, 42’ | Marcatori | 88’ Oyarzabal |

| Arbitro: | Juan Luis Pulido Santana |

|          |           |  |
| Duro 61’ | Marcatori |  |

| Cadice 28 gennaio 2024, ore 16:15 CET 22ª giornata | Cadice                | 0 – 0 referto | Atlético Bilbao | Stadio Nuovo Mirandilla (18 839 spett.)\| Arbitro: \| Mateo Busquets Ferrer \| |
| Arbitro:                                           | Mateo Busquets Ferrer |               |                 |                                                                                |

| Arbitro: | Jorge Figueroa Vázquez |

|                                            |           |  |
| Berchiche 3’, 16’ Guruzeta 62’ Muniain 89’ | Marcatori |  |

| Almería 11 febbraio 2024, ore 21:00 CET 24ª giornata | Almería               | 0 – 0 referto | Atlético Bilbao | Power Horse Stadium (12 863 spett.)\| Arbitro: \| Víctor García Verdura \| |
| Arbitro:                                             | Víctor García Verdura |               |                 |                                                                            |

| Arbitro: | José María Sánchez Martínez |

|                                   |           |                             |
| Berenguer 2’, 56’ I. Williams 60’ | Marcatori | 49’ Tsygankov 75’ E. García |

| Arbitro: | Guillermo Cuadra Fernández |

|                                           |           |              |
| Ávila 13’ Berchiche 38’ (aut.) Johnny 67’ | Marcatori | 52’ Guruzeta |

| Bilbao 3 marzo 2024, ore 21:00 CET 27ª giornata | Atlético Bilbao               | 0 – 0 referto | Barcellona | San Mamés (50 295 spett.)\| Arbitro: \| Alejandro Hernández Hernández \| |
| Arbitro:                                        | Alejandro Hernández Hernández |               |            |                                                                          |

| Arbitro: | Miguel Ángel Ortiz Arias |

|  |           |                              |
|  | Marcatori | 31’ Guruzeta 65’ (aut.) Coco |

| Arbitro: | Alejandro Muñiz Ruiz |

|                           |           |  |
| Guruzeta 32’ Guruzeta 37’ | Marcatori |  |

| Arbitro: | Javier Alberola Rojas |

|                        |           |  |
| Rodrygo 8’ Rodrygo 73’ | Marcatori |  |

| Arbitro: | Guillermo Cuadra Fernández |

|            |           |              |
| Sancet 67’ | Marcatori | 90+5’ Parejo |

| Arbitro: | Javier Iglesias Villanueva |

|              |           |                       |
| Guruzeta 24’ | Marcatori | 6’ (aut.) I. Williams |

| Arbitro: | José Luis Munuera Montero |

|                                         |           |                 |
| de Paul 15’ Correa 52’ Simón 80’ (aut.) | Marcatori | 45’ N. Williams |

| Arbitro: | Jesús Gil Manzano |

|  |           |                                 |
|  | Marcatori | 27’ I. Williams 51’ I. Williams |

| Arbitro: | Sánchez Martínez |

|                                  |           |                                  |
| I. Williams 58’ Villalibre 90+6’ | Marcatori | 40’ Raúl García 47’ Rubén García |

| Arbitro: | García Verdura |

|                             |           |               |
| Swedberg 68’ H. Álvarez 71’ | Marcatori | 23’ Berenguer |

| Arbitro: | Pulido |

|                             |           |  |
| Raúl García 17’ Muniain 19’ | Marcatori |  |

| Arbitro: | Martínez Munuera |

|  |           |                 |
|  | Marcatori | 67’ N. Williams |

### Coppa del Re
La partecipazione dell'Athletic Bilbao alla Copa del Rey è cominciata a partire dal primo turno.
| Arbitro: | César Soto Grado |

|               |           |                   |
| Rodríguez 86’ | Marcatori | 50’ Ares 57’ Ares |

| Arbitro: | Jorge Bueno Mateo |

|  |           |                                            |
|  | Marcatori | 22’, 26’ (rig.) Villalibre 85’ N. Williams |

| Arbitro: | Sánchez Rojo |

|  |           |                                           |
|  | Marcatori | 17’ Villalibre 33’ Muniain 40’ Villalibre |

| Arbitro: | Iván Hernández Ramos |

|                               |           |  |
| Villalibre 28’ Villalibre 60’ | Marcatori |  |

| Arbitro: | Sánchez Martínez |

|                                                              |           |                           |
| Guruzeta 1’ Sancet 49’ I. Williams 105+2’ N. Williams 120+1’ | Marcatori | 26’ Lewandowski 32’ Yamal |

| Arbitro: | Hernández Hernández |

|  |           |                      |
|  | Marcatori | 25’ (rig.) Berenguer |

| Arbitro: | Martínez Munuera |

|                                              |           |  |
| I. Williams 13’ N. Williams 42’ Guruzeta 61’ | Marcatori |  |

| Arbitro: | Munuera Montero |

|                                |                      |                                  |
| Sancet 50’                     | Marcatori            | 21’ Rodríguez                    |
| García Muniain Vesga Berenguer | Tiri di rigore 4 – 2 | Muriqi Morlanes Radonjić Sánchez |

## Statistiche
Dati aggiornati al 25 maggio 2024.

### Statistiche di squadra
| Competizione     | Punti | In casa | In casa | In casa | In casa | In casa | In casa | In trasferta | In trasferta | In trasferta | In trasferta | In trasferta | In trasferta | In campo neutro | In campo neutro | In campo neutro | In campo neutro | In campo neutro | In campo neutro | Totale | Totale | Totale | Totale | Totale | Totale | DR  |
| Competizione     | Punti | G       | V       | N       | P       | Gf      | Gs      | G            | V            | N            | P            | Gf           | Gs           | G               | V               | N               | P               | Gf              | Gs              | G      | V      | N      | P      | Gf     | Gs     | DR  |
| ---------------- | ----- | ------- | ------- | ------- | ------- | ------- | ------- | ------------ | ------------ | ------------ | ------------ | ------------ | ------------ | --------------- | --------------- | --------------- | --------------- | --------------- | --------------- | ------ | ------ | ------ | ------ | ------ | ------ | --- |
| Primera División | 68    | 19      | 12      | 6       | 1       | 42      | 18      | 19           | 7            | 5            | 7            | 19           | 19           | -               | -               | -               | -               | -               | -               | 38     | 19     | 11     | 8      | 61     | 37     | +24 |
| Copa del Rey     | -     | 3       | 3       | 0       | 0       | 9       | 2       | 4            | 4            | 0            | 0            | 9            | 1            | 1               | 0               | 1               | 0               | 1               | 1               | 8      | 7      | 1      | 0      | 19     | 4      | +15 |
| Totale           | -     | 22      | 15      | 6       | 1       | 51      | 20      | 23           | 11           | 5            | 7            | 29           | 20           | 1               | 0               | 1               | 0               | 1               | 1               | 46     | 26     | 12     | 8      | 80     | 41     | +39 |

### Andamento in campionato
| Giornata  | 1  | 2  | 3 | 4 | 5 | 6 | 7 | 8 | 9 | 10 | 11 | 12 | 13 | 14 | 15 | 16 | 17 | 18 | 19 | 20 | 21 | 22 | 23 | 24 | 25 | 26 | 27 | 28 | 29 | 30 | 31 | 32 | 33 | 34 | 35 | 36 | 37 | 38 |
| --------- | -- | -- | - | - | - | - | - | - | - | -- | -- | -- | -- | -- | -- | -- | -- | -- | -- | -- | -- | -- | -- | -- | -- | -- | -- | -- | -- | -- | -- | -- | -- | -- | -- | -- | -- | -- |
| Luogo     | C  | T  | C | T | C | T | C | T | C | T  | C  | T  | C  | T  | C  | T  | C  | C  | T  | C  | T  | T  | C  | T  | C  | T  | C  | T  | C  | T  | C  | C  | T  | T  | C  | T  | C  | T  |
| Risultato | P  | V  | V | N | V | V | N | P | V | P  | N  | V  | V  | N  | V  | N  | V  | V  | V  | V  | P  | N  | V  | N  | V  | P  | N  | V  | V  | P  | N  | N  | P  | V  | N  | P  | V  | V  |
| Posizione | 18 | 10 | 5 | 5 | 4 | 4 | 4 | 6 | 5 | 6  | 6  | 5  | 5  | 5  | 5  | 5  | 5  | 5  | 4  | 3  | 5  | 5  | 5  | 5  | 5  | 5  | 5  | 5  | 4  | 5  | 5  | 5  | 5  | 5  | 5  | 5  | 5  | 5  |

Legenda:

Luogo: C = Casa; T = Trasferta. Risultato: R = Rinviata; V = Vittoria; N = Pareggio; P = Sconfitta.

### Statistiche individuali
| Giocatore       | La Liga  | La Liga | La Liga     | La Liga    | Copa del Rey | Copa del Rey | Copa del Rey | Copa del Rey | Totale   | Totale | Totale      | Totale     |
| Giocatore       | Presenze | Reti    | Ammonizioni | Espulsioni | Presenze     | Reti         | Ammonizioni  | Espulsioni   | Presenze | Reti   | Ammonizioni | Espulsioni |
| --------------- | -------- | ------- | ----------- | ---------- | ------------ | ------------ | ------------ | ------------ | -------- | ------ | ----------- | ---------- |
| J. Agirrezabala | 4        | -4      | 0           | 0          | 8            | -4           | 0            | 0            | 12       | -8     | 0           | 0          |
| Y. Álvarez      | 19       | 0       | 1           | 1          | 2            | 0            | 0            | 0            | 21       | 0      | 1           | 1          |
| M. Ares         | 12       | 0       | 2           | 0          | 5            | 2            | 0            | 0            | 17       | 2      | 2           | 0          |
| Y. Berchiche    | 27       | 3       | 5           | 0          | 6            | 0            | 0            | 0            | 33       | 3      | 5           | 0          |
| A. Berenguer    | 35       | 7       | 4           | 0          | 6            | 1            | 0            | 0            | 41       | 8      | 4           | 0          |
| Ó. de Marcos    | 28       | 1       | 5           | 0          | 5            | 0            | 1            | 0            | 33       | 1      | 6           | 0          |
| U. Egiluz       | 0        | 0       | 0           | 0          | 1            | 0            | 0            | 0            | 1        | 0      | 0           | 0          |
| Galarreta       | 29       | 1       | 7           | 0          | 6            | 0            | 2            | 0            | 35       | 1      | 9           | 0          |
| D. García       | 17       | 1       | 4           | 0          | 2            | 0            | 0            | 0            | 19       | 1      | 4           | 0          |
| R. García       | 20       | 1       | 3           | 0          | 5            | 0            | 0            | 0            | 25       | 1      | 3           | 0          |
| U. Gómez        | 25       | 2       | 1           | 0          | 8            | 0            | 1            | 0            | 33       | 2      | 2           | 0          |
| G. Guruzeta     | 32       | 14      | 2           | 0          | 4            | 2            | 0            | 0            | 36       | 16     | 2           | 0          |
| A. Herrera      | 23       | 0       | 4           | 0          | 4            | 0            | 1            | 0            | 27       | 0      | 5           | 0          |
| Imanol          | 9        | 0       | 2           | 0          | 1            | 0            | 1            | 0            | 10       | 0      | 3           | 0          |
| M. Jauregizar   | 7        | 0       | 0           | 0          | 3            | 0            | 0            | 0            | 10       | 0      | 0           | 0          |
| I. Lekue        | 27       | 0       | 4           | 0          | 6            | 0            | 1            | 0            | 33       | 0      | 5           | 0          |
| I. Muniain      | 20       | 2       | 1           | 0          | 5            | 1            | 0            | 0            | 25       | 3      | 1           | 0          |
| A. Olabarrieta  | 1        | 0       | 0           | 0          | 0            | 0            | 0            | 0            | 1        | 0      | 0           | 0          |
| A. Paredes      | 35       | 1       | 9           | 1          | 6            | 0            | 1            | 0            | 41       | 1      | 10          | 1          |
| B. Prados       | 25       | 0       | 1           | 0          | 7            | 0            | 2            | 0            | 32       | 0      | 3           | 0          |
| O. Sancet       | 30       | 4       | 5           | 2          | 8            | 2            | 2            | 0            | 38       | 6      | 7           | 2          |
| U. Simón        | 36       | -33     | 2           | 0          | 0            | 0            | 0            | 0            | 36       | -33    | 2           | 0          |
| M. Vesga        | 27       | 3       | 2           | 0          | 5            | 0            | 0            | 0            | 32       | 3      | 2           | 0          |
| A. Villalibre   | 18       | 2       | 0           | 0          | 6            | 6            | 0            | 0            | 24       | 8      | 0           | 0          |
| D. Vivian       | 33       | 0       | 6           | 0          | 7            | 0            | 2            | 0            | 40       | 0      | 8           | 0          |
| I. Williams     | 34       | 12      | 4           | 0          | 5            | 2            | 0            | 0            | 39       | 14     | 4           | 0          |
| N. Williams     | 31       | 5       | 6           | 1          | 6            | 3            | 1            | 0            | 37       | 8      | 7           | 1          |
| P. Nolaskoain   | 2        | 0       | 0           | 0          | 3            | 0            | 0            | 0            | 5        | 0      | 0           | 0          |